# براق سوریه
براق، سوریه  یک منطقهٔ مسکونی در سوریه است که در Al-Sanamayn District واقع شده‌است.

## خصوصیات
براق سوریه  ۷۱۲ نفر جمعیت دارد و ۶۲۰ متر بالاتر از سطح دریا واقع شده‌است.